# Begonia barkeri
Begonia barkeri là một loài thực vật có hoa trong họ Thu hải đường. Loài này được Knowles & Westc. mô tả khoa học đầu tiên năm 1840.

## Hình ảnh

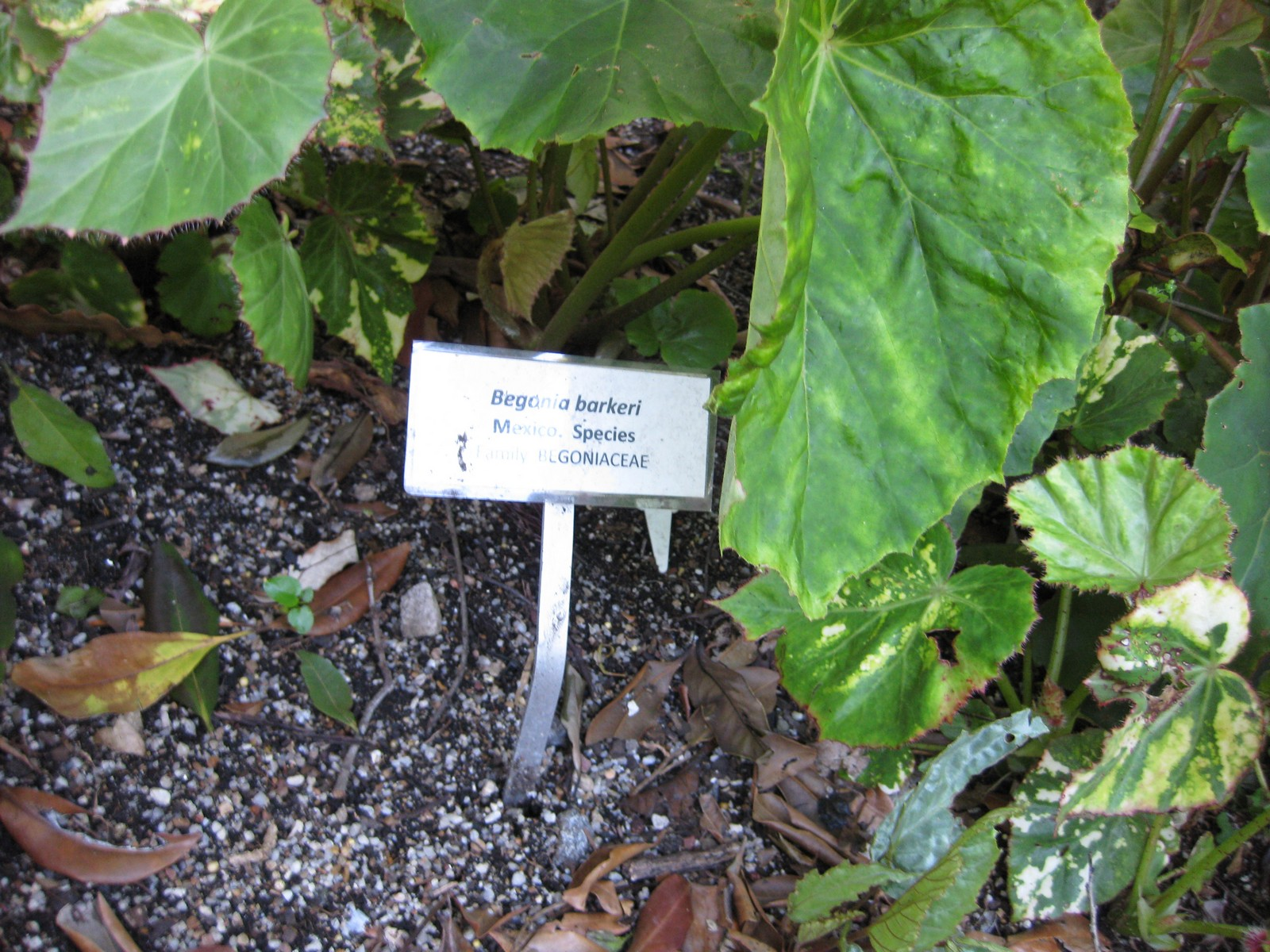